# Obwód tiumeński
Obwód tiumeński (ros. Тюменская область) – jednostka administracyjna Federacji Rosyjskiej.

## Geografia
Obwód leży w azjatyckiej części Rosji. Biorąc pod uwagę fakt, że w skład obwodu wchodzą Chanty-Mansyjski Okręg Autonomiczny – Jugra i Jamalsko-Nieniecki Okręg Autonomiczny, obwód jest jednym z największych obwodów Rosji i na północnym zachodzie (poprzez Jamalsko-Nieniecki OA) graniczy z obwodem archangielskim (ściślej, wchodzącym w jego skład Nienieckim Okręgiem Autonomicznym), na zachodzie-z Republiką Komi, na wschodzie i północnym wschodzie z Krasnojarskim Krajem. Na południowym zachodzie graniczy z obwodem kurgańskim i obwodem swierdłowskim, od południowego wschodu z obwodem tomskim i obwodem omskim, a od południa z Kazachstanem.
Znaczna część obwodu wchodzi w skład Nienieckiego Okręgu Autonomicznego (obejmującego ponad połowę obszaru obwodu – 750 tys. km²) i Chanty-Mansyjskiego Okręgu Autonomicznego – Jugry (zajmującego 534 tys. km², tj. ponad 36% powierzchni), mających status osobnych podmiotów Federacji Rosyjskiej.

### Strefa czasowa
Obwód tiumeński znajduje się na obszarze jekaterynburskiej strefy czasowej (YEKT). UTC +5:00 przez cały rok. Wcześniej, przed 27 marca 2011 roku, obowiązywał czas standardowy (zimowy) strefy UTC+5:00, a czas letni – UTC+6:00.

## Historia
W XV-XVI w. na tych ziemiach znajdował się Chanat Syberyjski, powstały w wyniku rozpadu Złotej Ordy, a podbity następnie przez Carstwo Rosyjskie.
Obwód utworzono 14 sierpnia 1944.

## Demografia

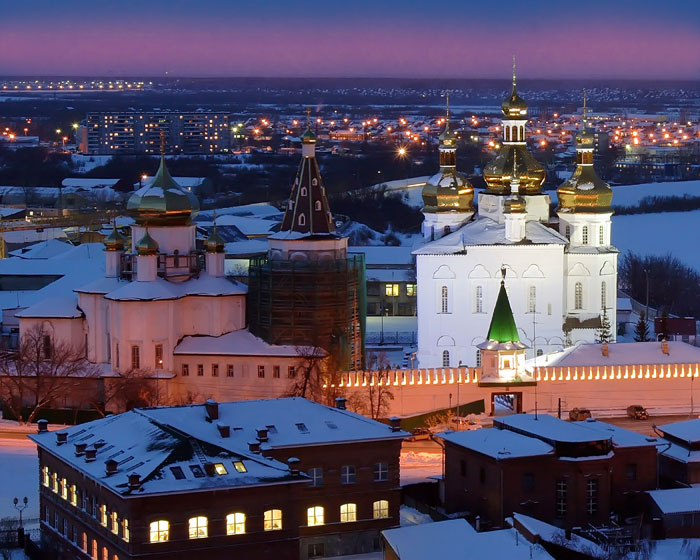
Tiumeń to stolica i największe miasto obwodu oraz stolica dawnego Chanatu Syberyjskiego

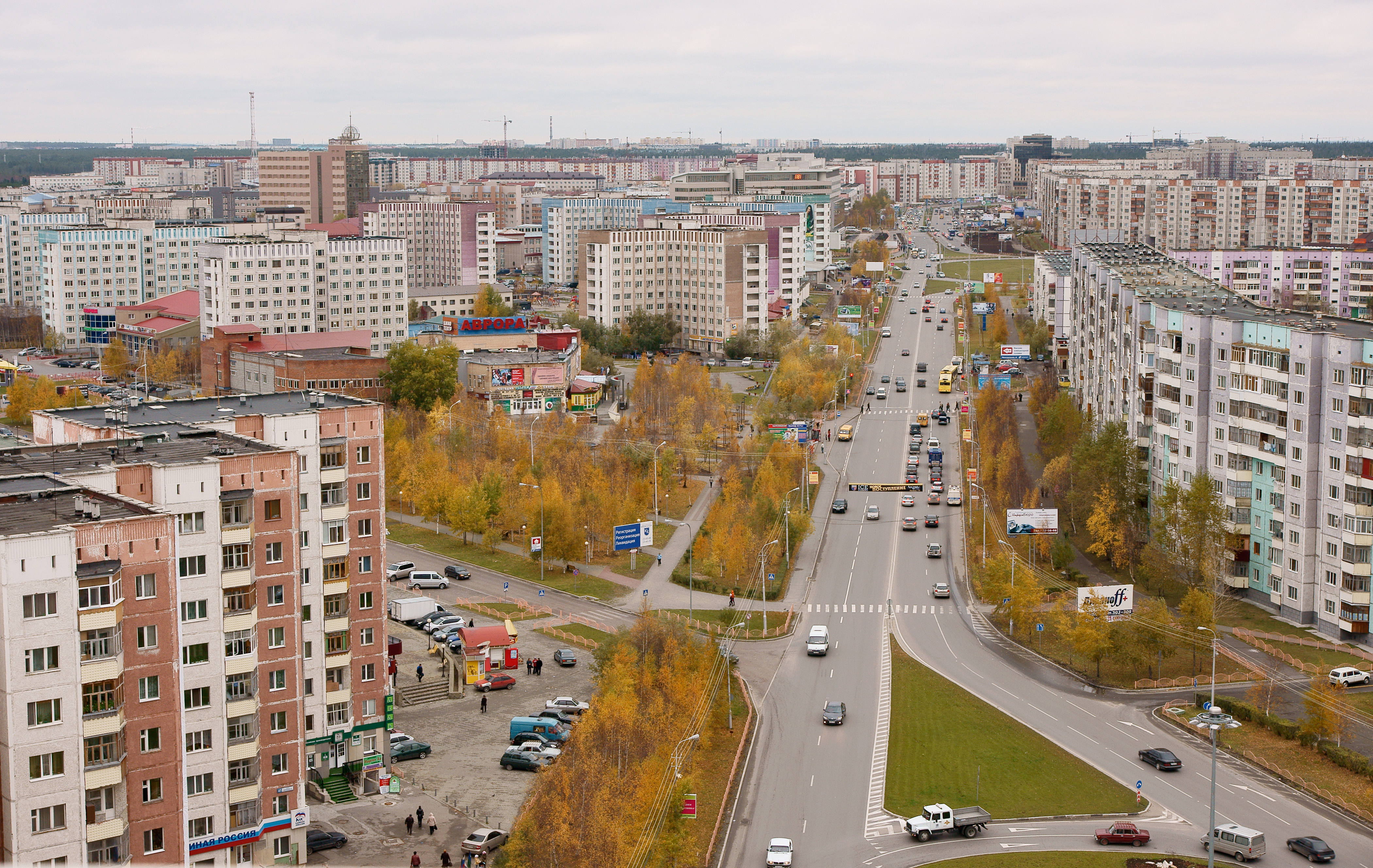
Surgut jest największym miastem Chanty-Mansyjskiego Okręgu Autonomicznego

Według stanu na 1 stycznia 2013 roku obwód zajmował 9. miejsce pod względem liczby ludności wśród podmiotów Federacji Rosyjskiej oraz 3. miejsce pod względem powierzchni (uwzględniając terytoria Chanty-Mansyjskiego Okręgu Autonomicznego i Jamalsko-Nienieckiego Okręgu Autonomicznego). Pod względem gęstości zaludnienia (2,3 mieszkańców na km²) zajmuje 72 miejsce wśród regionów Rosji.
Zgodnie ze spisem ludności przeprowadzonym w 2002, struktura narodowościowa obwodu wygląda następująco:
| Narodowość  | udział procentowy w populacji w 2002 roku, % |
| ----------- | -------------------------------------------- |
| Rosjanie    | 71,6                                         |
| Tatarzy     | 7,4                                          |
| Ukraińcy    | 6,5                                          |
| Baszkirzy   | 1,4                                          |
| Azerowie    | 1,3                                          |
| Czuwasze    | 0,9                                          |
| Nieńcy      | 0,86                                         |
| Niemcy      | 0,83                                         |
| Chantowie   | 0,82                                         |
| Kazachowie  | 0,57                                         |
| Mołdawianie | 0,55                                         |
| Ormianie    | 0,45                                         |

## Polonica

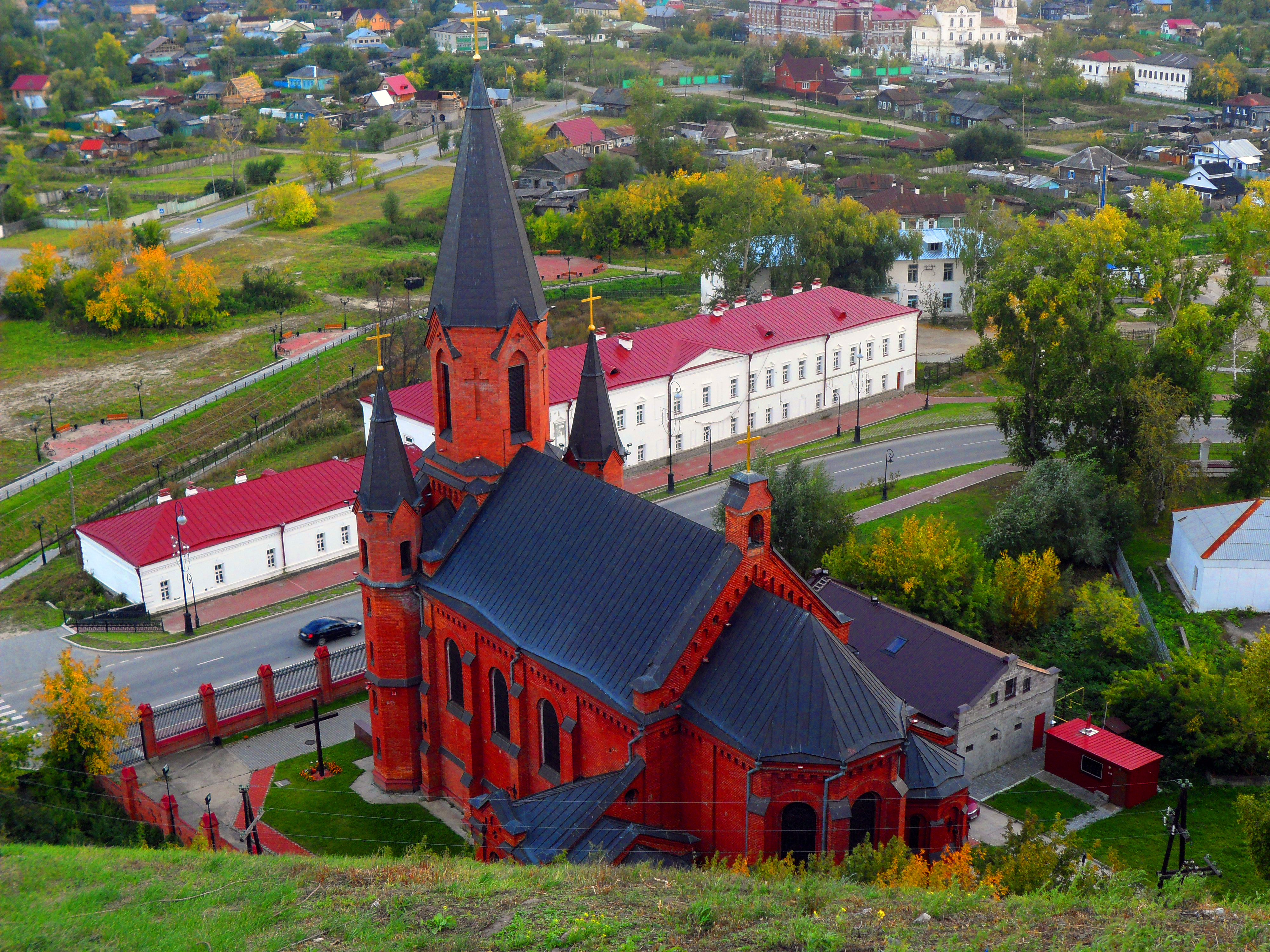
Kościół Trójcy Przenajświętszej w Tobolsku

Region był jednym z miejsc zsyłek Polaków na Syberię. Znajdują się tu zabytkowe kościoły wzniesione przez Polaków: kościół Trójcy Przenajświętszej w Tobolsku i kościół św. Józefa w Tiumeni.

## Tablice rejestracyjne
Tablice pojazdów zarejestrowanych w obwodzie tiumeńskim mają oznaczenie 72 w prawym górnym rogu nad flagą Rosji i literami RUS.